# Zajęcza (Wysoczyzna Elbląska)
Zajęcza – wzniesienie o wysokości 66,3 m n.p.m. na Wysoczyźnie Elbląskiej, położone w woj. warmińsko-mazurskim, w powiecie elbląskim, na obszarze administracyjnym miasta Elbląga. Wzniesienie znajduje się na terenie tzw. Parku Krajobrazowego Wysoczyzny Elbląskiej.
Niemieckie mapy podają wysokość wzniesienia wynoszącą 66,3 m n.p.m., zaś według zarządzenia zmieniającego nazwę wysokość wzniesienia wynosi 66 m n.p.m.

Nazwę Zajęcza wprowadzono w 1958 roku zastępując niemiecką nazwę Johannis Berg.